# Maria Mazza
Maria Mazza (Weehawken, 14 novembre 1975) è una showgirl, attrice ed ex modella italiana con cittadinanza statunitense.

## Biografia

### Origini
Maria Mazza è nata negli Stati Uniti, a Weehawken (nel New Jersey), da genitori italiani originari di Somma Vesuviana (Napoli), dove resta, dall'età di 5 anni fino all'adolescenza, dopo il rientro della famiglia in Italia. A 3 anni inizia a studiare pianoforte e, tre anni dopo, comincia lo studio della danza. Trascorre una buona parte della propria adolescenza nella vicina Sant'Anastasia; proprio in quel periodo, intorno al 1996, partecipa al concorso di Miss Italia, classificandosi al terzo posto e vincendo la fascia di Miss Eleganza. Dopo una breve esperienza a Milano come modella, studia recitazione con Antonio Sanna.

### Carriera
Nel 1998 partecipa come ballerina al varietà estivo di Rai 2 Scirocco. Nello stesso anno debutta come attrice con una piccola parte nella miniserie tv di Canale 5, Anni '50, diretta da Carlo Vanzina, e come protagonista del videoclip di Amiga mia, canzone del cantante spagnolo Alejandro Sanz. Viene inoltre spesso invitata come ospite a Quelli che il calcio. Nelle stagioni televisive 1998/1999 e 1999/2000 è una delle ballerine di Domenica in.
Nel 2001 appare per la prima volta sul grande schermo con il film Stregati dalla luna, diretto da Pino Ammendola e Nicola Pistoia. Recita in teatro nello spettacolo di Fabio Canino, Fiesta. Nel 2002 è tra gli interpreti principali del film Un amore perfetto, regia di Valerio Andrei. L'anno successivo affianca Carlo Conti nella prima edizione de I raccomandati, dopo una breve parentesi in Inghilterra dove conduce su Channel 4 un rotocalco settimanale, dedicato interamente al gossip e intitolato Too Fashion.
Nel 2006 è tra gli interpreti del film Ti lascio perché ti amo troppo, per la regia di Francesco Ranieri Martinotti e con Alessandro Siani. Nell'aprile dello stesso anno approda alla 3ª edizione del programma di Rai 2, Piazza Grande, accanto a Giancarlo Magalli, in sostituzione di Mara Carfagna (che lasciò il programma poiché eletta deputata per Forza Italia). Nel 2009 recita in teatro nella commedia, in due atti, Non mi dire te l'ho detto, regia di Guglielmo Marino e conduce un programma su Comedy Central, Parla con la Mazza.
Dal 2012 è nel cast del programma di Canale 5 Avanti un altro! nel ruolo della Dottoressa. Il 21 settembre del 2013 partecipa alla festa di san Gennaro, organizzata a Napoli, dove viene ospitata insieme a Liliana de Curtis, Clementino, Sal Da Vinci e Mario Trevi, ricevendo un premio alla carriera. Nel settembre del 2016 è una delle giurate della commissione tecnica di Miss Italia 2016.

## Programmi televisivi
- Scirocco (Rai 2, 1998) - Ballerina
- Domenica in (Rai 1, 1998-2000) - Ballerina
- Stracult (Rai 2, 2002) - Cast fisso
- Too Fashion (Channel 4, 2003)
- I raccomandati (Rai 1, 2001, 2003) - Co-conduttrice
- Domenica in (Rai 1, 2003-2004) - Ospite fissa
- Festival di Castrocaro (Rai 1, 2004) - Co-conduttrice
- Piazza Grande (Rai 2, 2006)
- Parla con la Mazza (Comedy Central, 2009)
- Avanti un altro! (Canale 5, 2012-2015, 2018 - presente) - Dottoressa
- Miss Italia 2016 (LA7, 2016) - Giurata tecnica

## Filmografia

### Cinema
- Stregati dalla luna, regia di Pino Ammendola e Nicola Pistoia (2001)
- Un amore perfetto, regia di Valerio Andrei (2002)
- Ti lascio perché ti amo troppo, regia di Francesco Ranieri Martinotti (2006)

### Televisione
- Anni '50, regia di Carlo Vanzina – miniserie TV (1998)
- La squadra,  (2004)

### Cortometraggi
- Amiga mía, videoclip di Alejandro Sanz (1998)
- La musa (2002)

## Teatro
- Fiesta (2001)
- Non mi dire te l'ho detto di Paolo Caiazzo, regia di Guglielmo Marino (2009) - Teatro Acacia
- Il bello della diretta di Lucio Pierri, regia di Lucio Pierri (2017)